# Olga Grey
Olga Grey, nata Anna Zacsek (New York, 10 novembre 1896 – Los Angeles, 25 aprile 1973), è stata un'attrice statunitense.

## Filmografia parziale
- Double Trouble, regia di Christy Cabanne (1915)
- A Bold Impersonation, regia di Fred Kelsey (1915)
- His Lesson, regia di George Siegmann (1915)
- Intolerance, regia di D.W. Griffith (1916)
- Macbeth, regia di John Emerson (1916)
- The Ghost House, regia di William C. de Mille (1917)
- L'ultima dei Montezuma (The Woman God Forgot), regia di Cecil B. DeMille (1917)